# Phare Cabo Espíritu Santo
Le phare Cabo Espíritu Santo (en espagnol : Faro Cabo Espíritu Santo) est un phare appartenant au réseau de phares du Chili. Il est situé sur le cap du Saint-Esprit dans la Région de Magallanes et de l'Antarctique chilien. Le phare est habité. 

## Codes internationaux
- Admiralty[2] : G1404
- ARLHS[3] : CHI-007
- NGA[4] : 110-20368